# Xerocrassa siderensis
Xerocrassa siderensis е вид коремоного от семейство Hygromiidae.

## Разпространение
Видът е разпространен в Гърция (Крит).